# Correo TV
Radio Obradoiro Santiago 105.9 FM estéreo y https://radioobradoirogalicia.es.tl
El Correo Gallego es de Prensa Ibérica.
Nosotros independientes
- Datos: Q8351178